# Equus ferus przewalskii
El caballo de Przewalski, caballo salvaje mongol o takhi (Equus ferus przewalskii) es el único linaje de caballo salvaje no extinto, emparentado con los que pudieron ser los primeros caballos domesticados por la cultura de Botai 3500 a. C Aunque se le ha llegado a calificar de asilvestrado, artículos como el publicado en 2021 aclaran que las evidencias relacionadas con los caballos de Botai no son de ningún modo concluyentes respecto a su domesticación y que el takh es, por tanto, el último caballo realmente salvaje que sobrevive en nuestros días.
Casi se extinguió a mediados del siglo XX, pero fue salvado de la desaparición por algunos naturalistas. Su estado actual es crítico, reducido a unas pocas manadas que viven en el parque nacional Hustai del suroeste de Mongolia, el parque nacional Kalamery en China, la reserva natural de Oremburgo en Rusia y varios ejemplares más en parques zoológicos de otros países.
La población total es de unos mil quinientos ejemplares en todo el mundo.

## Posición taxonómica
La taxonomía de esta especie no es clara y aún no se ha resuelto completamente. Según la Comisión Internacional de Nomenclatura Zoológica debe ser denominada Equus ferus, al establecer en 2003 una excepción al principio de prioridad para que prevalezcan los nombres científicos de las variedades salvajes frente a las domésticas en una resolución conocida como Opinión 2027. Así, C. P. Groves propuso que todos los caballos pertenecieran a la misma especie —E. ferus— con tres subespecies: E. f. ferus, E. f. sylvestris y E. f. przewalskii.
Sin embargo, algunos autores la denominan Equus caballus przewalskii, lo que supone considerarla una subespecie del caballo doméstico (Equus caballus). Otros hacen válida la especie Equus przewalskii.
Algunas diferencias genéticas, como la dotación génica (2n=66 en Przewalski y 2n=64 en caballo doméstico), y diferencias morfológicas separan al caballo de Przewalski del caballo doméstico, pero son muchas más las similitudes genéticas y serológicas encontradas entre ambas especies, lo que hace pensar en que son dos poblaciones, especies o subespecies que divergieron hace unos 200 000 años.

## Descripción
Este caballo se diferencia de la mayor parte de sus congéneres domésticos por la estructura de su cráneo en el que su morro es convexo a diferencia de la mayoría de las razas domésticas que es cóncavo. Es de pequeño tamaño, patas proporcionalmente más cortas, estructura maciza, cola larga y cabeza más grande comparada con el resto del cuerpo. El pelo es corto pero fuerte, de color amarillento a marrón oscuro, siendo blanco en el hocico y más oscuro o negro en crines (siempre erectas) y cola. El tamaño típico es de 2,1 m de largo y unos 350 kg de peso en estado adulto.
Los caballos de Przewalski son animales sociales que viven en manadas de tamaño variable dirigidas por un macho dominante o semental, siendo el resto de los integrantes hembras con crías de menos de dos años. Cuando rebasan esta edad, abandonan el grupo: los machos tratarán de hacerse su propia manada o intentarán arrebatársela a otro, mientras que las hembras se instalarán en otros grupos diferentes, garantizando así el intercambio genético. Como cualquier otro caballo, estos animales se alimentan sobre todo de hierbas. Su principal depredador es el lobo.

## Historia

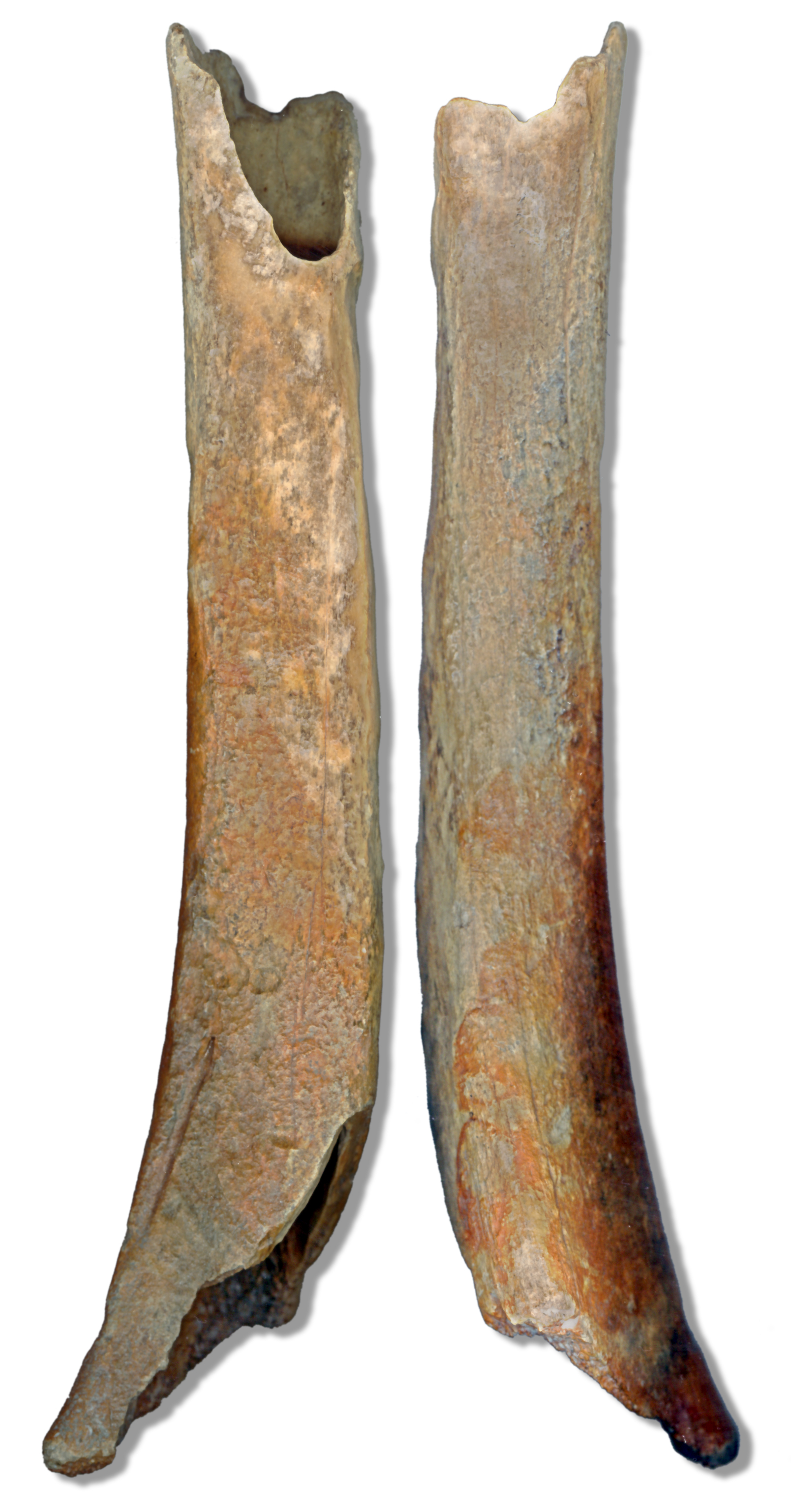
Dos lados de los huesos de la pata de un caballo de Przewalski del Pleistoceno procedentes de Worms (Alemania).

Durante el Pleistoceno, esta subespecie estaba difundida por gran parte de Asia, mientras que en Europa vivía otra muy similar, el tarpán (Equus ferus ferus), que se extinguió en el siglo XIX. 
Se estima que su linaje divergió del de los caballos de los cuales descienden la mayoría de razas domésticas actuales hace entre trece mil trescientos y once mil cuatrocientos años, durante el periodo conocido como Dryas Reciente. Caballos de este linaje fueron domesticados por miembros de la cultura Botai en el actual Kazajistán hace entre cinco mil setecientos y cinco mil cien años, y posteriormente, al asilvestrarse, perdieron algunas de las características típicas de los caballos Botai neolíticos, que aún se pueden apreciar en los actuales, como son las manchas en la piel. Posteriormente se habrían mezclado con caballos domesticados.
Existen numerosas representaciones de caballos muy similares a esta subespecie en el arte paleolítico que encontramos en cuevas, abrigos y al aire libre en países como Portugal, Francia o España. Declinaron tras la sustitución de buena parte de las estepas asiáticas por bosques y desiertos a principios del Holoceno. Se cree que este animal fue domesticado por primera vez en las praderas de Asia central hacia el 3500 a. C., originando varias subespecies de caballos domésticos asiáticos. La más próxima al caballo de Przewalski es el caballo mongol, que gracias a su estado de semilibertad tradicional se ha cruzado con él hasta tiempos muy recientes. No obstante, a lo largo de los siglos la población salvaje se fue reduciendo debido fundamentalmente a la caza y la competencia de los animales domésticos por los pastos.
La subespecie fue descubierta en 1879 por el general ruso de origen polaco Nikolái Przewalski (1839-1888), explorador y naturalista aficionado. En su honor se bautizó a este caballo inicialmente como una especie nueva en 1881, Equus przewalskii, aunque pronto se vio que era una simple subespecie del caballo doméstico, Equus caballus. En 1900 se puso en marcha una gran expedición para capturar ejemplares vivos y llevarlos a distintos zoológicos de Europa. En esa época aún se encontraba en varias zonas del este de Kazajistán, Mongolia y noroeste de China, pero en las décadas siguientes declinó fuertemente debido a la persecución humana. En 1967 unos pastores mongoles avistaron la última manada salvaje, de apenas doce o quince ejemplares, y en 1969 se vio un ejemplar vivo en las estepas de Mongolia por última vez.
Ocho años después se creó la Fundación para la Preservación y Protección del Caballo de Przewalski, que inició un programa para estimular el intercambio de animales entre los zoológicos y aumentar así su escasa variabilidad genética. En 1992 se reintrodujeron doce ejemplares en el suroeste de Mongolia que se adaptaron y reprodujeron a la perfección, en una zona que en 1998 se convirtió en el parque nacional Hustai.
El éxito en los programas de conservación permitió que a finales de 2011 mejorase su estado de En peligro crítico a En peligro. En 1996 había sido clasificado como Extinto en estado silvestre, cuando había menos de cien individuos en zoológicos del mundo, mientras que a finales de 2011 existen más de trescientos individuos en estado salvaje en diversos parques naturales.
Para ayudar a mitigar la depresión por endogamia de dos especies en peligro de extinción, el caballo de Przewalski (Equus ferus przewalskii), Revive & Restore facilita las iniciativas en curso para clonar individuos de líneas celulares históricas almacenadas en el Zoológico Congelado de la Alianza de Fauna Silvestre del Zoológico de San Diego. 
El 6 de agosto de 2020, nació el primer caballo de Przewalski clonado del mundo. Puesto que el ovocito utilizado procedía de un caballo doméstico, se trató de un ejemplo de TNCS entre especies. En 2022, el caballo, llamado Kurt, fue emparejado con el caballo hembra de Przewalski en el Parque de Safari de Fauna Silvestre del Zoológico de San Diego para aprender el comportamiento de su especie. El 17 de febrero de 2023, nació un segundo caballo de Przewalski clonado a partir de la misma línea celular histórica. Kurt y el nuevo potro son gemelos genéticos que pueden convertirse en los primeros animales clonados en restaurar la variación genética perdida de su especie.

### En la literatura
Por declaraciones de la propia Jean Marie Auel, esta especie fue la inspiración que tomó la autora para caracterizar al personaje Whinney en la saga Los hijos de la tierra, un caballo salvaje domado por la protagonista, Ayla.[cita requerida]